# Malthodes trifurcatus
Malthodes trifurcatus là một loài bọ cánh cứng trong họ Cantharidae. Loài này được Kiesenwetter miêu tả khoa học năm 1852.